# Agathosma muirii
Agathosma muirii är en vinruteväxtart som beskrevs av Henry Phillips. Agathosma muirii ingår i släktet Agathosma och familjen vinruteväxter. Inga underarter finns listade i Catalogue of Life.